# Ptereleotris carinata
Ptereleotris carinata är en fiskart som beskrevs av Bussing 2001. Ptereleotris carinata ingår i släktet Ptereleotris och familjen Ptereleotridae. IUCN kategoriserar arten globalt som livskraftig. Inga underarter finns listade i Catalogue of Life.